# Brunettia insularis
Brunettia insularis är en tvåvingeart som först beskrevs av Wagner 1993.  Brunettia insularis ingår i släktet Brunettia och familjen fjärilsmyggor. Inga underarter finns listade i Catalogue of Life.